# Parafia św. Marii Magdaleny w Brzyskach
Parafia św. Marii Magdaleny w Brzyskach – parafia rzymskokatolicka znajdująca się w diecezji rzeszowskiej w dekanacie Brzostek.
Parafia prawdopodobnie istnieje od połowy XIV wieku, brak jest jednak dokumentu erekcyjnego. Pierwsze pisemne źródła o drewnianym kościele i jego wyposażeniu pochodzą z drugiej połowy XV wieku. Obecny murowany kościół parafialny zbudowano w latach 1867–1879. W 1997 r. został przeprowadzony gruntowny remont kościoła. Wymieniono całe pokrycie dachowe na blachę miedzianą, zrobiono od nowa elewację kościoła oraz malowanie zewnętrzne. W 1998 r. został odrestaurowany kamienny cokół wokół kościoła. W 2010 została odnowiona polichromia kościoła, którą w 1949 wykonał Stanisław Szmuc. 

## Zasięg parafii
Terytorium parafii obejmuje Brzyska, Młyny, Równie, Biedoszyce, Machową, Strebikową, Kłodawę, Ujazd i Wróblową z kaplicą filialną pw. św. Maksymiliana Kolbego.

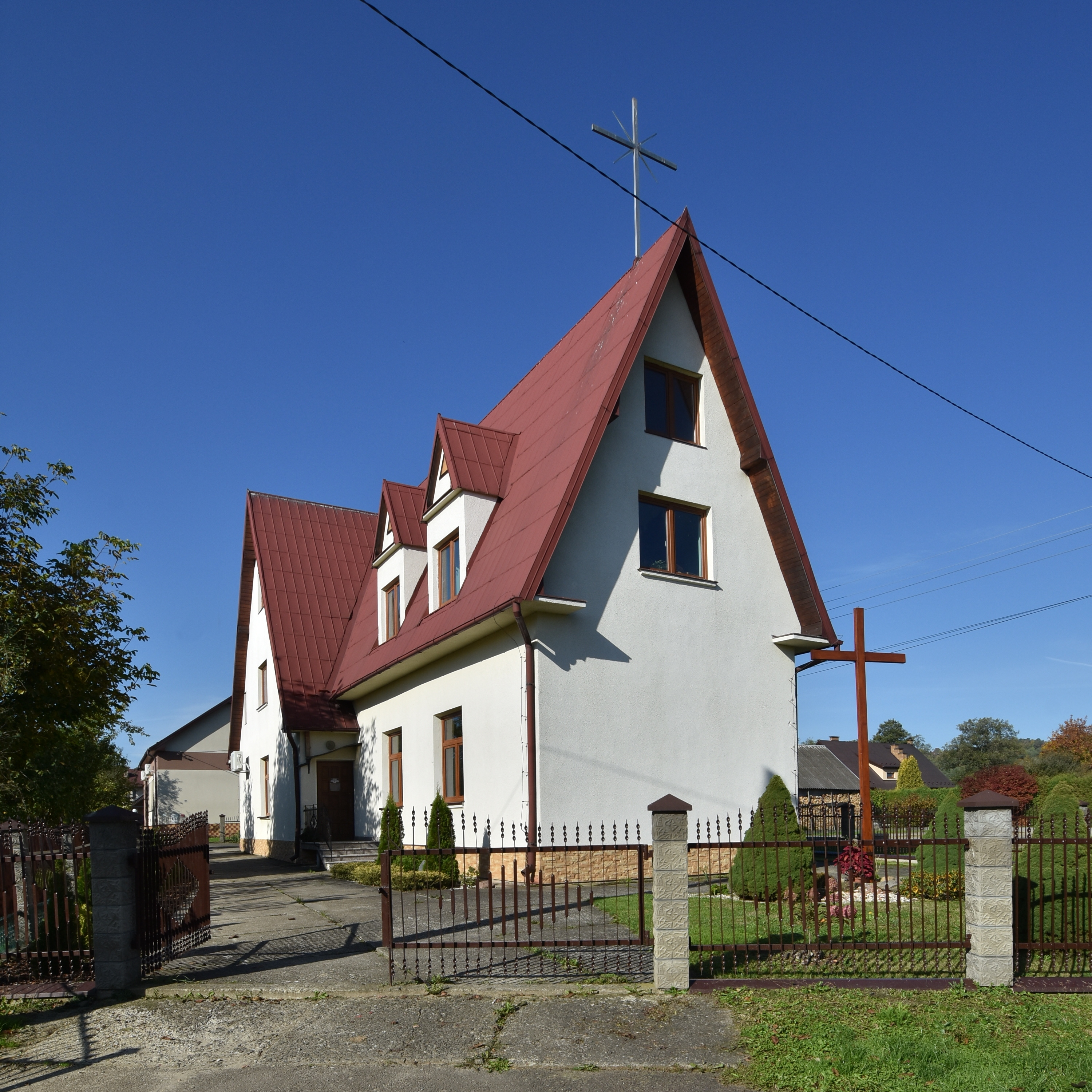
Wróblowa, kaplica św. Maksymiliana Kolbego

## Proboszczowie
Źródło:
- ks. Marcin (1468-1474)
- ks. Walenty (1504)
- ks. Jan z Zasławia (1529)
- ks. Stanisław z Grybowa (1560)
- ks. Wojciech Błaszkowski (1595)
- ks. Bartłomiej Szczepanowski (1625)
- ks. Jan Zardecki (1654)
- ks. Wojciech Ciągłowicz (1655)
- ks. Sebastjan Kalitowicz (1711-1717)
- ks. Paweł Jaszkiewicz (1724)
- ks. Stanisław Szanowski (1725-1739)
- ks. Sebastjan Kalitowicz (1739-1758)
- ks. Kazimierz Kaczorowski (1758-1765)
- ks. Franciszek Dzidowski (1765-1790)
- ks. Maciej Paczka (admin.) (1790-1791)
- ks. Sebastjan Rączkowski (1791-1794)
- ks. Kazimierz Rujkowski (1794-1796)
- ks. Józef Kęcki (1796-1811)
- ks. Chryzostom Dębicki (1811-1812)
- ks. Franciszek Qintar (1812-1825)
- ks. Marcin Chłędowski (1825-1831)
- ks. Ignacy Biliński (1831-1832)
- ks. Ludwik katyński (1832-1883)
- ks. Józef Kulig (admin.) (1883)
- ks. Józef Radecki (1883-1884)
- ks. Franciszek Salezy Matwijkiewicz (1894–1909)[1]
- ks. Adam Wojnarowski (1909)[1]
- ks. Jan Hołowiński (1909–1933)[1]
- ks. Adam Wójcik (1933)[1]
- ks. Feliks Pawłowski (1933–1937)[1]
- ks. Władysław Gwoździcki (1937–1982)[1]
- ks. Kazimierz Bugiel (1982–1989)[1]
- ks. Tadeusz Chmiel (1989–1992)[1]
- ks. Edward Pasionek (od 1993)[1]